# 3333 Schaber
A 3333 Schaber (ideiglenes jelöléssel 1980 TG5) a Naprendszer kisbolygóövében található aszteroida. Carolyn Shoemaker fedezte fel 1980. október 9-én.